# US Open 2013 - Doppio femminile in carrozzina
Esther Vergeer e Sharon Walraven erano le detentrici del titolo ma la Vergeer si è ritirata dalle competizioni ufficiali mentre la Walraven ha deciso di non partecipare.
In finale Jiske Griffioen e Aniek van Koot hanno sconfitto Sabine Ellerbrock e Yui Kamiji per 6-3, 6-4.

## Teste di serie
1. Jiske Griffioen /  Aniek van Koot (campionesse)
2. Sabine Ellerbrock /  Yui Kamiji (finale)

## Tabellone

### Legenda
| - Q = Qualificato - WC = Wild card - LL = Lucky loser | - ALT = Alternate - SE = Special Exempt - PR = Protected Ranking | - w/o = Walkover - r = Ritirato - d = Squalificato |

### Finali
|  | Semifinali | Semifinali                         | Semifinali | Semifinali | Semifinali |  |  | Finale | Finale                         | Finale                         | Finale | Finale |  |
|  |            |                                    |            |            |            |  |  |        |                                |                                |        |        |  |
|  | 1          | Jiske Griffioen Aniek van Koot     | 7          | 3          | 6          |  |  |        |                                |                                |        |        |  |
|  |            | Kgothatso Montjane Jordanne Whiley | 63         | 6          | 1          |  |  | 1      | Jiske Griffioen Aniek van Koot | Jiske Griffioen Aniek van Koot | 6      | 6      |  |
|  |            | Marjolein Buis Lucy Shuker         | 3          | 6          | 4          |  |  | 2      | Sabine Ellerbrock Yui Kamiji   | Sabine Ellerbrock Yui Kamiji   | 3      | 4      |  |
|  | 2          | Sabine Ellerbrock Yui Kamiji       | 6          | 3          | 6          |  |  |        |                                |                                |        |        |  |